# Centralne Biuro Śledcze Policji

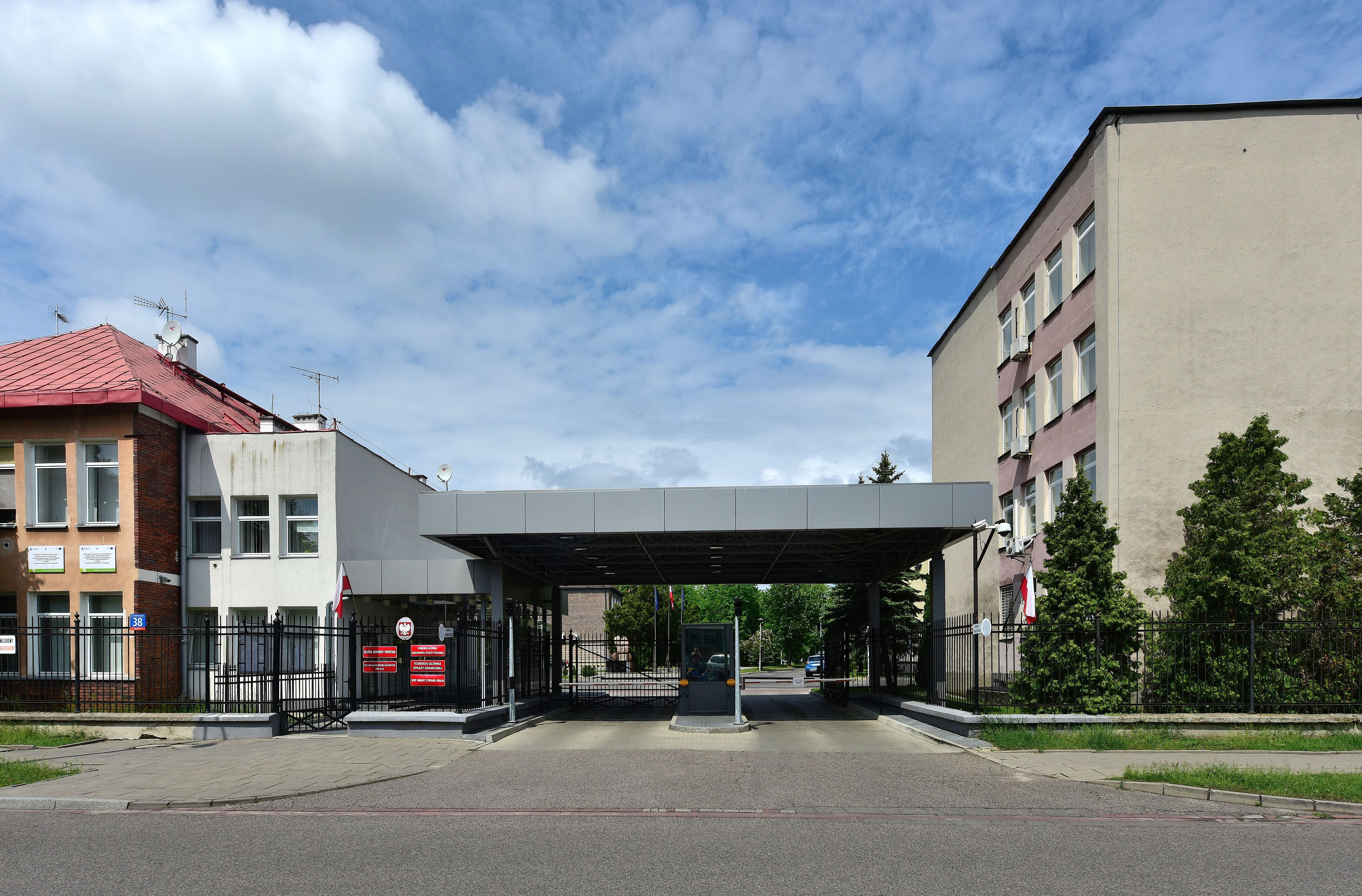
Siedziba Centralnego Biura Śledczego Policji przy ul. Podchorążych 38

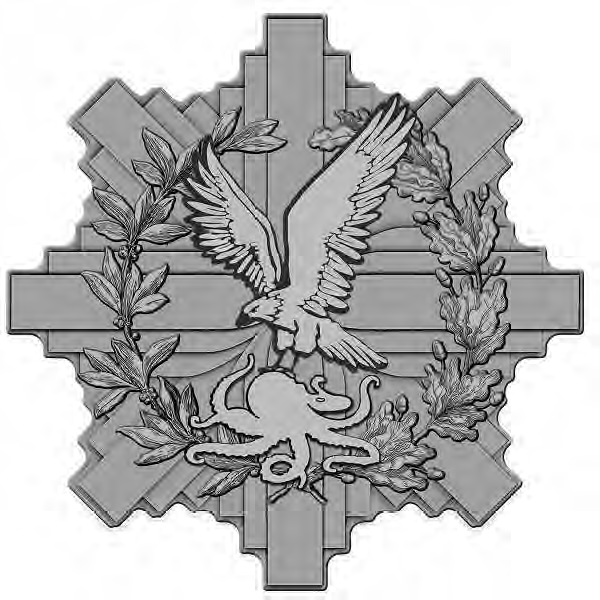
Odznaka Honorowa CBŚP

Centralne Biuro Śledcze Policji (CBŚP, CBŚ) – jednostka organizacyjna Policji – służba śledcza realizująca na obszarze całego kraju zadania w zakresie rozpoznawania, zapobiegania i zwalczania przestępczości zorganizowanej. 
Centralne Biuro Śledcze zostało powołane 15 kwietnia 2000 przez Komendanta Głównego Policji. Powstało ono z połączenia działającego od 1994 Biura do Walki z Przestępczością Zorganizowaną oraz działającego od 1997 Biura do Spraw Narkotyków. Do 9 października 2014, jako Centralne Biuro Śledcze Komendy Głównej Policji, było komórką organizacyjną Komendy Głównej Policji, mającą za zadanie zwalczanie przestępczości zorganizowanej, transgranicznej, kryminalnej, narkotykowej, ekonomicznej oraz związanej z aktami terrorystycznymi, a także rozpoznawanie i rozpracowywanie szczególnie groźnych grup przestępczych. 
Biuro ma siedzibę przy ul. Podchorążych 38 w Warszawie.

## Kierownictwo
- Komendant Centralnego Biura Śledczego Policji – nadinsp. Cezary Luba[4]
- Zastępca komendanta – insp. Łukasz Fołta
- Zastępca komendanta – insp. Artur Kowalczewski
- Zastępca komendanta – p.o. insp. Rafał Miłosiewicz

## Struktura
Struktura Centralnego Biura Śledczego prezentuje się następująco:
- Wydział Prezydialny
- Wydział Wsparcia Logistycznego
- Wydział Kadr i Szkolenia
- Wydział Kontroli
- Wydział Ochrony Informacji Niejawnych
- Wydział Analizy Kryminalnej
- Wydział do Zwalczania Aktów Terroru
- Wydział do Zwalczania Zorganizowanej Przestępczości Kryminalnej
- Wydział do Zwalczania Zorganizowanej Przestępczości Narkotykowej
- Wydział do Zwalczania Zorganizowanej Przestępczości Ekonomicznej
- Wydział Operacji Pościgowych
- Zarząd I
- Zarząd II
- Zarząd III
- Zarząd w Białymstoku
- Zarząd w Bydgoszczy
- Zarząd w Gdańsku
- Zarząd w Gorzowie Wielkopolskim
- Zarząd w Katowicach
- Zarząd w Kielcach
- Zarząd w Krakowie
- Zarząd w Lublinie
- Zarząd w Łodzi
- Zarząd w Olsztynie
- Zarząd w Opolu
- Zarząd w Poznaniu
- Zarząd w Radomiu
- Zarząd w Rzeszowie
- Zarząd w Szczecinie
- Zarząd w Warszawie
- Zarząd we Wrocławiu
- Zespół Wspomagający
- Zespół Prawny
- Zespół Prasowy
- Zespół Wsparcia Psychologicznego
- Zespół Bezpieczeństwa i Higieny Pracy

## Szefowie CBŚ i CBŚP

### Dyrektorzy Centralnego Biura Śledczego KGP
- młodszy inspektor Andrzej Borek (1 III 2000 – 26 XI 2001)
- nadinspektor Kazimierz Szwajcowski (27 XI 2001 – 4 XI 2003)
- podinspektor Janusz Gołębiewski (17 II 2004 – 1 VI 2005)
- inspektor Jerzy Kowalski (2 VI 2005 – 17 I 2006)
- Inspektor Janusz Czerwiński (18 I 2006 – 9 I 2007)
- Inspektor Jarosław Marzec (14 II 2006 – 9 VIII 2007)
- Podinspektor Maciej Stańczyk (11 VIII – 21 XII 2007)
- Młodszy inspektor Paweł Wojtunik (21 XII 2007 – 13 X 2009)
- Nadinspektor Adam Maruszczak (13 X 2009 – 20 IV 2013)[2]

### Komendanci Centralnego Biura Śledczego Policji
- nadinspektor Igor Parfieniuk (21 IV 2013 – 24 XII 2015)[6]
- inspektor Renata Skawińska (24 XII 2015 – 28.06.2016)[7]
- nadinspektor Kamil Bracha (28.06.2016–26.02.2019)
- nadinspektor Paweł Półtorzycki (27.02.2019–28.12.2023)[8]
- p.o. inspektor Mariusz Kudela (28.12.2023-8.02.2024)
- nadinspektor Cezary Luba (9.02.2024-)